# IC 1831
IC 1831 è un'estesa nebulosa a emissione visibile nella costellazione di Cassiopea.
Sebbene il database SIMBAD indichi che si tratta di un oggetto di natura sconosciuta, nel Catalogo Cederblad si fa riferimento ad esso sotto l'oggetto con numero 8. Si tratta di un esteso sistema di nebulosità molto deboli e non osservabili direttamente, visibili nelle fotografie a lunga posa; si individua a nord della grande nebulosa IC 1805, nota anche come Nebulosa Cuore, alla distanza di circa 2100 parsec (6800 anni luce).
Se l'analogia con Ced 8 è corretta, questa nebulosa costituisce i bordi di una gigantesca superbolla che si estende al di sopra del piano galattico, soprannominata Perseus Chimney (letteralmente "Comignolo di Perseo") a causa della sua forma apparentemente aperta alle latitudini galattiche più settentrionali. Verso le latitudini galattiche elevate questa bolla assume una forma a "U", solo apparentemente aperta verso il bordo più esterno; il diametro massimo in questo punto è di circa 115 parsec (375 anni luce). La parte superiore della superbolla possiede comunque una sottile parete e pertanto non può ancora essere considerata un vero e proprio Chimney, ossia un'apertura del mezzo interstellare che dalle regioni giacenti sul piano galattico arriva fino ai bordi del disco galattico, aprendosi all'esterno, ma sarebbe probabilmente in procinto di evolversi in tale struttura. La sua età si aggirerebbe sui 2,5 milioni di anni.